# 順德聯誼總會梁銶琚中學
順德聯誼總會梁銶琚中學（英語：Shun Tak Fraternal Association Leung Kau Kui College，簡稱LKKC或STFA LKKC）為順德聯誼總會於香港所創立的第四間中學，位於屯門安定邨，是一間資助中學並在2022香港最具教育競爭力中學50強龍虎榜中排名第30位。
該校於1981年創校，校訓為「文、行、忠、信」。

## 發展歷史

### 1980年 - 1990年：創校初期
1980年11月6日，教育署公文通知編配順德聯誼總會中學一所校址在屯門13區的連環型校舍，須於八一年九月開課。同年12月11日，通過編配之中學命名為順德聯誼總會梁銶琚中學。1981年8月11日，房屋署將該校校舍移交順德聯誼總會接收。
1983年11月24日，該校舉行開幕典禮，由教育統籌司韓達誠主禮，新界政務署長鮑文，新界鄉議局主席劉皇發主持開放日剪綵。
1987年，教育署中一學位分配中，該校全部學生皆屬第一組別。1988年，立法局議員為了解屯門浮動班情況訪問該校，包括黃宏發、司徒華、陳濟強及王䓪鳴。同年，教育委員會成員亦到訪了解。
| 年份   | 款項                                                      | 用途                                   |
| ------ | --------------------------------------------------------- | -------------------------------------- |
| 1981年 | HK$2,600,600.00                                           | 全部開辦費，設置設備及器材             |
| 1982年 | HK$500,000.00                                             | 梁銶琚獎助學金                         |
| 1983年 | HK$300,000.00                                             | 設置開辦商科所需設備及添置其他科目儀器 |
| 1983年 | HK$280,000.00                                             | 開放日設備經費                         |
| 1984年 | HK$60,000.00                                              | 購置電腦設備                           |
| 1985年 | HK$35,000.00                                              | 購置中樂團樂器及設備                   |
| 1986年 | HK$20,000.00                                              | 活動錄影機及多項附帶器材               |
| 1986年 | HK$60,000.00                                              | 裝修費用                               |
| 1987年 | HK$100,000.00 （連同校董會HK$48,000.00合共HK$148,000.00） | 教育設備器材                           |
| 1989年 | HK$100,000.00 （連同校董會HK$24,500.00合共HK$124,500.00） | 教育設備器材                           |

### 1991年 - 2000年：奮發求進
在1991年，該校慶祝十周年校慶，梁銶琚博士、盧振鏗高級助理署長、梁潔華博士主持校慶典禮。同年，中學會考合格率，即超過五科及格，達99.4%。
至2000年，報章報道該校入大學比率達100%，為全港五間中學之一，並連續三年中學會考超過五科及格100%，亦是優良率最佳學校之一。

### 2001年 - 2010年：追求卓越
2001年12月2日，於屯門大會堂舉行廿周年校慶活動「廿載成果展繽紛」。
2007年1月20日，於屯門大會堂以「銀禧金輝滙光華」為主題慶祝銀禧校慶，梁潔華博士主禮。同年，擔任超過二十多載的首任校長麥兆明先生退休，並由戴明基先生接任。
於2008年，該校與中國廣東省佛山市順德區的梁銶琚職業高中及順德第一中學結為姐妹學校。

### 2011年 - 現在：五育揚芬
2011-2012年度，該校慶祝三十周年校慶，並將法團校董會、社會賢達、校友及家長捐款，全數撥入「五育揚芬教育基金」，用作改善學校設施，提升學生學習成效。2015-2016年度，慶祝三十五周年校慶。
2015年香港中學文憑考試，誕生一位7科5**狀元高梓諾，他在中文、英文、數學、通識、化學、生物及物理皆取得5**成績，成為該校首位文憑試狀元。
2020年9月，第二任校長戴明基先生榮休，並由英佩詞先生接任。同年，因應新冠肺炎疫情，原定於2020-2021年度舉行之四十周年校慶，將順延至2021-2022年度舉行。

## 辦學宗旨

### 教育目標
1. 五育並重，讓學生均衡發展，讓學生發揮才能。
2. 以學生為本，有教無類，注重個別差異，讓學生潛能得充分發揮。
3. 培養學生兩文三語能力、邏輯推理能力。
4. 著重資訊科技教育，讓全部學生掌握基本資訊科技知識、以適應現代生活。
5. 著重學生自學能力培養，養成良好的自學習慣。
6. 加強與家長聯繫，關注學生成長。
7. 鼓勵教師不斷進修、更新知識、以適應社會高速發展。
8. 與社區合作，開展學生參與社會之活動。[10]

### 校訓
校訓為「文、行、忠、信」。

### 格言
- 自律、自強、自信
- To serve. To lead. To excel.
- Do our best. Be our best. Show our best.[10]

### 核心價值
CD2R (Caring, Drive, Responsibility, Respect)

## 學校概況

### 校歌
校歌為《順德聯誼總會屬校校歌》，由黃友棣作曲、陳荊鴻作詞。

### 班級結構
學校設中一級至中六級，初中為中一級至中三級，高中為中四級至中六級，每級設四班，共開辦24班。
|    | A | B | C | D |
| S1 | ✔ | ✔ | ✔ | ✔ |
| S2 | ✔ | ✔ | ✔ | ✔ |
| S3 | ✔ | ✔ | ✔ | ✔ |
| S4 | ✔ | ✔ | ✔ | ✔ |
| S5 | ✔ | ✔ | ✔ | ✔ |
| S6 | ✔ | ✔ | ✔ | ✔ |

### 學校設施
學校設施完善，為師生提供舒適學習環境及空間。
|     | 課室                   | 特別室                                   | 其他學校設施                                                                   | 教職員設施     |
| --- | ---------------------- | ---------------------------------------- | ------------------------------------------------------------------------------ | -------------- |
| 5/F | 6A, 6B, 6C, 6D         | 化學實驗室、綜合科學實驗室               | 多用途活動室                                                                   |                |
| 4/F | 4C, 4D, 5A, 5B, 5C, 5D | 物理實驗室、生物實驗室                   |                                                                                |                |
| 3/F | 3A, 3B, 3C, 3D         | 圖書館、歷史室、地理室、電腦室           |                                                                                |                |
| 2/F | 2A, 2B, 2C, 2D, 4A, 4B | 家政室                                   | 學生會總部、校園電視台總部、多用途會議室                                       |                |
| 1/F | 1A, 1B, 1C, 1D         | 視覺藝術室、音樂室                       | 禮堂、平台花園                                                                 | 教員室、休息室 |
| G/F |                        | 英語室、多媒體學習中心、設計與應用科技室 | 排球場、有蓋操場、多用途演講廳（飯堂）、健身及體能訓練室、更衣室、多用途會議室 | 教員室、校務處 |

學校亦設有暢通易達升降機及暢通易達洗手間，以及在天台安裝風力及太陽能發電系統。

### 收生狀況
2020年，該校接獲302份申請，比去年多70份。副校長英佩詞稱，因正取生通知新安排，遴選時間較緊迫，將往年兩輪面試改為一次。

## 教職員

### 校長
- 第一任校長：麥兆明先生（1981年－2007年）
- 第二任校長：戴明基先生（2007年－2020年）
- 第三任校長：英佩詞先生（2020年－現任）[14]

### 副校長
- 現任：謝活之先生及梁卓傑先生[14]

### 助理校長
- 現任：盧漢煥先生及莫少初先生[14]

## 學校課程

### 授課語言
學校為香港英文授課中學，除中國語文、公民與社會發展科、生活與社會科、中國歷史、高中視覺藝術及普通話，全部科目皆以英文授課。

### 循環周制
該校採用七日循環周授課，時間表編配為Day 1至Day 7。

### 初中（中一級至中三級）
|          |                      | 中一                                                        | 中二                                                        | 中三                                                        |
| -------- | -------------------- | ----------------------------------------------------------- | ----------------------------------------------------------- | ----------------------------------------------------------- |
| 主科     | 核心科目             | 中國語文、英國語文、數學及生活與社會                        | 中國語文、英國語文、數學及生活與社會                        | 中國語文、英國語文、數學及生活與社會                        |
| 副科     | 個人、社會及人文教育 | 地理、中國歷史、歷史                                        | 地理、中國歷史、歷史                                        | 地理、中國歷史、歷史                                        |
| 副科     | 科學教育             | 綜合科學                                                    | 綜合科學                                                    | 物理、化學、生物                                            |
| 副科     | 科技教育             | (不設)                                                      | (不設)                                                      | 經濟、企業、會計與財務概論（兩者合併統稱商業財務）          |
| 其他科目 | 其他科目             | 視覺藝術、資訊科技、普通話、家政/設計與應用科技、音樂、體育 | 視覺藝術、資訊科技、普通話、家政/設計與應用科技、音樂、體育 | 視覺藝術、資訊科技、普通話、家政/設計與應用科技、音樂、體育 |
| 其他科目 | 其他科目             | 圖書館                                                      | (不設)                                                      | (不設)                                                      |

### 高中（中四級至中六級）
該校在香港中學文憑考試課程，開設不同選修科目。在晉升中四級時，學校需要同學按選科組合選取三個選修科及其他學習經歷，日後有機制可以選擇退修部分科目。
|          | A班 | B班 | C班                                                 | D班                                              |
| -------- | --- | --- | --------------------------------------------------- | ------------------------------------------------ |
| 核心科目 | 中國語文、英國語文、數學必修部分及公民與社會發展 | 中國語文、英國語文、數學必修部分及公民與社會發展 | 中國語文、英國語文、數學必修部分及公民與社會發展    | 中國語文、英國語文、數學必修部分及公民與社會發展 |
| X1       | 中國歷史 / 經濟 / 生物 | 中國歷史 / 經濟 / 生物 | 物理                                                | 化學                                             |
| X2       | 歷史 / 視覺藝術 / 企業、會計與財務概論 / 化學 | 歷史 / 視覺藝術 / 企業、會計與財務概論 / 化學 | 歷史 / 視覺藝術 / 企業、會計與財務概論 / 化學       | 物理                                             |
| X3       | 地理 / 資訊與通訊科技 / 經濟 / 企業、會計與財務概論 | 地理 / 資訊與通訊科技 / 經濟 / 企業、會計與財務概論 | 地理 / 資訊與通訊科技 / 經濟 / 企業、會計與財務概論 | 生物                                             |
| M2 / OLE | 其他學習經歷（中四至中六）(2024-2025年度：中四級為文書處理/文學與寫作/日語入門、中五級為香港社會文化面面觀/升學攻路/文書處理、中六級為電影中的哲學/韓國：理想與現實/文學·翻譯） | 其他學習經歷（中四至中六）(2024-2025年度：中四級為文書處理/文學與寫作/日語入門、中五級為香港社會文化面面觀/升學攻路/文書處理、中六級為電影中的哲學/韓國：理想與現實/文學·翻譯） | 數學科延伸單元二                                    | 數學科延伸單元二                                 |
| 其他科目 | 體育（不作學業評分） | 體育（不作學業評分） | 體育（不作學業評分）                                | 體育（不作學業評分）                             |

另有與同區學校聯合開辦之課程，在其他校舍周末授課，供部分同學選修：
- 甲類科目：體育、音樂
- 其他語言科目：法文、日文

### 其他課程及課堂
除各年級授課科目，另在每循環周Day 1設周會或生活教育課：
- 周會內容多元，包括各學校組織就職典禮、嘉賓講座、校內問答比賽、校內辯論比賽、頒獎禮等
- 生活教育課內容廣泛，包括生涯規劃、情緒管理、多元出路、健康講座等

## 公開考試佳績
在歷屆香港中學會考及香港中學文憑考試，順德聯誼總會梁銶琚中學是產生最多會考「10A狀元」及文憑試「7科5**狀元」（在甲類科目中至少3個選修科及4個核心科獲得5**成績）的學校之一，截至2024年，共有9位，其中8位會考「10A狀元」及1位文憑試「7科5**狀元」，排名全港第8。
2019年香港中學文憑考試，該校2位同學獲4科5**成績；4科核心科達「3322」成績比率︰89.7%，5科達2級（包括中英文）成績比率︰98.3%；中文科達3級比率︰92.3%，英文科達3級比率︰94.0%；數學科達2級比率︰100%，通識科達2級比率︰100%；平均每人獲4.7科達4級或以上成績。
2020年香港中學文憑考試，該校1位同學獲4科5**成績、3位同學獲3科5**成績及2位同學獲2科5**。
2022年香港中學文憑考試，4科核心科達「3322」成績比率︰88.3%，中文科達3級比率︰91.3%，英文科達3級比率︰96.1%；數學科達2級比率︰100%，通識科達2級比率︰100%
2023年香港中學文憑考試，4科核心科達「3322」成績比率︰91.7%，中文科達4級比率63.9%、達3級比率︰93.5%、達2級比率︰100%；英文科達4級比率︰61.1%、達3級比率︰95.4%、達2級比率100%；數學科達4級比率︰80.6%、達3級比率︰93.5%、達2級比率︰100%；通識科達4級比率︰75.9%、達3級比率︰97.2%、達2級比率︰100%

#### 香港中學會考狀元名單
- 2000年：10A狀元：梁耀嘉，入讀麻省理工學院 [19]
- 2003年：10A狀元：鄺文傑，於香港中文大學修讀計量金融學  [20][21]，現註冊表達藝術治療師
- 2003年：10A狀元：林煒培 [20]
- 2004年：10A狀元：張寶婷，於麻省理工學院修讀經濟學 [22]
- 2006年：10A狀元：潘凱瀛，於香港大學修讀國際商業及環球管理 [23][24]
- 2007年：10A狀元：陳彥豐，於香港中文大學修讀環球商業學 [25]
- 2008年：10A狀元：羅嘉塋，於香港中文大學修讀環球商業學 [26][27]
- 2009年：10A狀元：李樂恒，於香港大學修讀內外全科醫學士 [28]

#### 香港中學文憑考試狀元名單
- 2015年：高梓諾：7科5**狀元 ，于香港大學修讀内外全科醫學士 [29][30][31]

## 課外活動及學校組織

### 四社
同學入學獲隨機編派四社，分別是文社（綠）、行社（橙）、忠社（藍）、信社（紫）。四社主要在體育項目，如學校陸運會、社際運動比賽等作競技之用，並設社長、副社長、財政、文書、體育隊長、啦啦隊隊長、宣傳等職務，帶領全體社員完成體育競技項目及各項社際比賽。

### 體育隊伍
該校運動成績顯赫，項目包括：
- 體育項目：田徑、越野、游泳
- 球類運動：乒乓球、籃球、手球、羽毛球、排球

當中田徑方面，於屯門區中學校際田徑比賽多次達成「全滿貫」，連續23年蟬聯屯門區中學男子組及22年蟬聯女子組全年體育成績總錦標冠軍。。而球類運動方面，該校在全港學界精英手球賽，曾多次進軍決賽，並在2019年，創下手球男、女子隊均打入四強的佳績。

### 學生會
成立於2000年，每年10月至11月，全校同學會投票選出學生會內閣，並舉辦校內不同活動，如社際運動比賽、班際運動比賽、組織學會及組織舉辦學校嘉年華等，以及為同學爭取福利，並擔當向校方反映同學意見的橋樑。

### 中樂團
該校創立不久，便創立中樂團，開設樂器班、樂團練習及參加校外比賽，由新聲音樂協會導師指導。

### 校刊
學校刊物為英文雜誌"What's Up"，每年約出版6至8期，於校內早讀時間發放，分享校園點滴、活動花絮、師生訪問、生活趣事、英語詩歌及文學等內容，並培養校內英語氛圍。

### 校園電視台
校園電視台旨在推廣語文及學習內容，拍攝校本節目及校園花絮，並設「語文頻道」、「跨學習領域頻道」及「校園生活資訊頻道」，提供多元及精彩影片內容。該校校園電視台前身為「多媒體製作組」，並配合學校語文政策，於2019年升格為校園電視台。

### 家長教師會
該校家長教師會，旨在加強學校與家長之間的緊密溝通及促進聯繫，發揚家長與教師及各家長之間互相幫忙和扶持的精神，並支援學校，推動及參與學生活動，以促進學生的全人發展。

### 校友會
於二零零六年七月八日成立，校友會定期在舉辦各種聯誼活動，作為母校與校友間之橋樑，讓曾經同窗多年的舊同學聚首，重溫昔日情懷，並與新舊老師、同學濟濟一堂，加強校友對母校的歸屬感。校友會對在校的同學亦愛護有加，每年舉辦校友分享日，邀請各行各業工作的校友，與高中同學分享工作的苦與樂及如何把握機遇，讓同學於選科時，加深對各個專業科目的了解。

### 其他學校學生組織
- 領袖生：於上課前後及小息維持校園秩序
- 輔導學長：照顧中一同學適應校園生活

### 學會
學會旨在讓同學接觸課堂以外事物，以及培養不同興趣及技能。該校各學會設主席、副主席、財政、文書、宣傳、總務等職務，舉辦活動、影片欣賞、出外參觀及分享，讓會員及全校師生參與。
| 美術學會           | 音樂學會                 | 設計與科技學會       | 家政學會             |
| 辯論學會           | 戲劇學會                 | 攝影學會             | 舞蹈組               |
| 紅十字會及禁毒先鋒 | 中文學會                 | 體育學會             | 基督徒團契           |
| 英文學會           | 地理學會                 | 歷史學會             | 橋牌學會             |
| 馬戲團             | 普通話學會               | 經濟學學會           | 公民與社會發展學會   |
| 女童軍             | 圖書館學會               | 社會服務團           | 公益少年團及少年警訊 |
| 科學及天文學會     | 校園電視台               | 數學及電腦學會       | 環保小組             |
| 桌遊學會           | 企業、會計與財務概論學會 | 公民丶經濟與社會學會 |                      |

## 與其他屬會學校聯繫
屯門區同屬順德聯誼總會的學校，包括順德聯誼總會譚伯羽中學、順德聯誼總會胡少渠紀念小學、順德聯誼總會李金小學、順德聯誼總會何日東小學及順德聯誼總會屯門梁李秀娛幼稚園，分別位於屯門友愛邨、安定邨及掃管笏。
位於其他區，中學分別有順德聯誼總會胡兆熾中學、順德聯誼總會李兆基中學、順德聯誼總會鄭裕彤中學及順德聯誼總會翁祐中學，小學有順德聯誼總會梁潔華小學及順德聯誼總會伍冕端小學，幼稚園則有順德聯誼總會梁李秀娛沙田幼稚園及順德聯誼總會梁潔華幼稚園。
每年九月至十月，順德聯誼總會所有屬會學校會參與假九龍灣展貿中心「孔聖誕」聚餐，慶祝萬世師表孔子誕辰，宣揚其儒家有教無類的精神，以及適逢慶祝中華人民共和國成立。而每年盛宴，亦會邀請該校中樂團團員演奏《孔聖頌》及中樂歌曲。另外，六間中學亦會共同舉辦兩年一度「轄屬中學聯合陸運會」及「轄屬六中學聯合畢業典禮」。

## 外部連結
學校內部相關網頁：
- 順德聯誼總會梁銶琚中學：學校官方網站（页面存档备份，存于）
- 順德聯誼總會梁銶琚中學：學校官方Facebook專頁
- 順德聯誼總會梁銶琚中學：學校校園電視台YouTube頻道

學校外部相關網頁：
- 香港教育局334網上簡報[]
- 香港考試評核局